# 誘ってオトして催淫術!
『誘ってオトして催淫術!』（さそってオトしてさいいんじゅつ）は、日本のアダルトゲームブランド・スワンマニアが2006年12月22日に発売した18禁アドベンチャーゲーム。

## 概要
有限会社アセンドアイの廉価版ブランドの一つ・スワンマニアの第2作。本作の2週間前に発売されたデビュー作『俺の手でイけ 〜痴漢の日々〜』に比べるとライトタッチな世界観のコメディとなっており、陵辱色は強くない。
催眠術をテーマとしており、本作の後には姉妹ブランド・スワンアイから『孕ら☆みん!! 〜催眠中だし子づくり宣言〜』が2008年5月に発売されているが、ストーリー上の関連性は存在しない。

## ストーリー
岡村雄二はある日の晩、幼い頃に催眠療法の技能を持った医師である父の治療現場に立ち会っていた時の夢を見る。その日の朝、遅刻しそうになり生活指導担当の体育教師・権藤に思わず催眠術を試してみる。その時は何事も無かったかのように思われた。ところが、権藤は授業中に突如として1人の女子学生に難癖を付けて猥褻行為を始めてしまい大騒ぎに。権藤の豹変が自分の催眠術にあるのではないかと思った雄二は次に、委員会室で2人きりになった幼馴染みの木村優里に催眠術を試してみる。すると、優里は雄二に命じられるがままフェラチオを始め、そのまま自分の体を雄二に預けて来た。

## 登場人物
岡村 雄二（おかむら ゆうじ）
主人公。催眠療法の技能を持つ医師を父に持ち、自身もある日の晩に見た夢を契機に突如として催眠術の技能に目覚める。
木村 優里（きむら ゆり）
毎朝、雄二の部屋へ起こしに来る幼馴染み。かねてから雄二に片想いしているが、雄二を前にすると緊張して、たどたどしくなり告白には至っていない。
涼風 千尋（すずかぜ ちひろ）
眼鏡っ娘のクラス委員長。いつも不機嫌で、雄二に対しては特に喧嘩腰だが実はツンデレで雄二と優里の関係を羨ましく思っている。
篠原 碧（しのはら みどり）
雄二が交通事故に遭って搬送された病院のナース。雄二が意識を取り戻した際にその巨乳が目に焼き付いたことで雄二に催眠術を掛けられ、性的な奉仕を命じられる。

## スタッフ
- シナリオ：南条巴
- 原画：文月紫
- 音楽：Arp